# 宝塚駅
宝塚駅（たからづかえき）は、兵庫県宝塚市栄町二丁目にある、西日本旅客鉄道（JR西日本）・阪急電鉄の駅である。JR西日本の駅番号はJR-G56、阪急電鉄の駅番号はHK-56。

## 概要
宝塚市の中心となる駅であり、JR西日本（以下「JR」）と阪急電鉄（以下「阪急」）の2社の駅がある。
JRの駅には福知山線が乗り入れており、アーバンネットワークおよび「JR宝塚線」の愛称区間に含まれている。「JR宝塚線」という路線愛称が示す通り、同線の中核をなす駅の一つであり、特急列車を含むすべての営業列車が停車する。駅長が配置された直営駅であり、管理駅として伊丹駅 - 新三田駅間の各駅を管理している。なお、「塚」の正式な表記は市名と同じ「塚」である（同線内の塚口駅も同様）。
阪急の駅は、宝塚本線の終着駅かつ今津線の起点駅で、2路線の乗換駅としても機能している。阪急の前身である箕面有馬電気軌道によって開業した当時からのターミナル駅とあって、駅全体の規模も大きい。当駅周辺の地域も、宝塚大劇場を初めとして阪急が開発を進めた「牙城」である。第2回近畿の駅百選に選定された。
両社は大阪市中心部方面の輸送で競合関係にある。1970年代頃までは単線・非電化で運行本数が少なく、所要時間も長かったため、既に電車による高速都市間輸送の運行ダイヤが確立されていた阪急の2路線を利用して大阪市方面に通勤・通学する乗客が多く、競合はほとんど成立していなかった。しかし、1980年代の国鉄分割民営化に前後して、JR福知山線も複線電化やJR東西線の開通により都市間輸送の体制が順次構築され、大阪駅（阪急は大阪梅田駅）方面へは所要時間の面でJRが優位に立つようになった。運賃面でも、JRでは当駅 - 大阪駅および北新地駅との間に特定区間運賃を設定するなどして阪急に対抗している。
両社の駅はロータリーをはさんでペデストリアンデッキで結ばれている。かつて両社の駅の間は国道176号で隔てられていたが、地下トンネル化され、駅前ロータリーが作られた経緯がある。
JRの駅はICOCA、阪急の駅はPiTaPaの利用エリアに含まれている（相互利用ICカードはICOCAおよびPiTaPaの項を参照）。これに加え、かつては磁気式のプリペイドカードとしてJRの駅はJスルーカード、阪急の駅はラガールカードなどのスルッとKANSAI対応カードが利用できた。

## 歴史

### JR西日本
- 1897年（明治30年）12月27日：阪鶴鉄道が池田駅（現在の川西池田駅）から延伸した際に、終着駅として開業[4]。旅客・貨物の取り扱いを開始[1]。
- 1898年（明治31年）6月8日：阪鶴鉄道が有馬口駅（現在の生瀬駅）まで延伸[4]。途中駅となる。
- 1907年（明治40年）8月1日：鉄道国有法により国有化[4]。帝国鉄道庁の駅になる。
- 1909年（明治42年）10月12日：線路名称制定[4]。阪鶴線の駅となる[4]。
- 1912年（明治45年）3月1日：阪鶴線の福知山駅以南が福知山線に改称し、当駅もその所属となる[4]。
- 1934年（昭和9年）頃：新駅舎竣工[5]。この駅舎は2008年まで使用される。
- 1966年（昭和41年）3月：特急停車駅に昇格。
- 1979年（昭和54年）7月1日：貨物の取り扱いが廃止[6]。
- 1985年（昭和60年）3月14日：荷物扱い廃止[6]。
- 1987年（昭和62年）4月1日：国鉄分割民営化により西日本旅客鉄道（JR西日本）の駅となる[4]。
- 1988年（昭和63年）3月13日：路線愛称の制定により、「JR宝塚線」の愛称を使用開始。
- 1998年（平成10年）1月31日：自動改札機を設置し、供用開始[7]。
- 2003年（平成15年）11月1日：ICカード「ICOCA」の利用が可能となる[8]。
- 2005年（平成17年）
  - 4月25日：JR福知山線脱線事故発生[4]。福知山線は当駅から大阪側が運休となり[4]、運転再開まで三田側への折り返し運転が行われる。
  - 6月19日：福知山線が全線運転再開[4]。仮設ホーム（後述）は前日に撤去された。
- 2007年（平成19年）9月1日：エレベーター2基を併設した仮跨線橋を設置。
- 2008年（平成20年）4月12日：仮駅舎・三田側ホームを改装して使用を開始。従来の駅舎・跨線橋・ホームの一部（大阪側）は前日をもって閉鎖。
- 2010年（平成22年）
  - 2月20日：橋上駅舎の使用を開始[1]。
  - 3月8日：「エキマルシェ宝塚」が開業。
- 2011年（平成23年）3月8日：JR宝塚・JR東西・学研都市線運行管理システム導入。接近メロディ導入。
- 2018年（平成30年）3月17日：駅ナンバリング「JR-G56」が導入され、使用を開始。
- 2025年（令和7年）6月1日：管理駅再編に伴い、尼崎管理駅と管区統合を実施、宝塚統括駅が発足。

### 阪急電鉄
- 1910年（明治43年）3月10日：箕面有馬電気軌道（現在の阪急電鉄）の宝塚駅開業[9]。
- 1921年（大正10年）9月2日：西宝線（現在の今津線）が開業し、接続駅となる[9]。
- 1989年（平成元年）2月10日：宝塚駅高架化工事着工[10]。
- 1990年（平成2年）
  - 5月：高架化工事に伴い、宝塚本線の当駅から清荒神駅との間500m[11] が単線化[12]。
  - 9月30日：高架化工事に伴い、今津線の当駅から宝塚南口駅との間900mが単線化[13]。
- 1992年（平成4年）11月29日：宝塚本線と今津線の下り線に相当する部分と宝塚駅が高架化（駅舎は未完成）[11][12][14]。
- 1993年（平成5年）
  - 7月18日：今津線の上り線が高架化され、複線に戻る[14][15]。
  - 9月25日：宝塚本線の上り線が高架化され、複線に戻る[14]。
- 1994年（平成6年）10月31日：宝塚駅舎が完成し、高架化工事が竣工[14]
- 1995年（平成7年）
  - 1月17日：阪神・淡路大震災により宝塚本線・今津線とも運行停止[16]。
  - 1月19日：宝塚本線の運行を再開[16]。
  - 1月30日：今津線の仁川駅との間で運行を再開[17]。
- 1997年（平成9年）11月16日：この時のダイヤ改正で、宝塚線と今津線との間で同一ホーム乗り換え（今津線列車の3号線発着）が開始される[18]。
- 2013年（平成25年）12月21日：駅番号「HK-56」を導入[19][20]。
- 2014年（平成26年）3月21日：発車メロディを宝塚線に「すみれの花咲く頃」、今津線に「鉄腕アトム」を導入[21]。
- 2021年（令和3年）11月30日：この日をもって定期券売り場が営業を終了[22]。

## 駅構造

### JR西日本
単式・島式複合型2面3線のホームを有する地上駅で、橋上駅舎となっている。現駅舎の供用開始後は島式2面4線に拡張できる構造になっているが、2024年3月現在は拡張の動きはない。
現在のレンガ調の外観の駅舎は2010年2月20日より供用されており、改札前のシャンデリアなど、内装は大正から昭和初期をイメージしたレトロなデザインとなっている。コンコースには駅ナカの商業施設「エキマルシェ宝塚」があり、駅北口の「ソリオきたユニベール」とも直接連絡している。改札口は橋上の1ヶ所のみで、みどりの窓口やみどりの券売機プラスが設置されている。
2008年までの70年以上にわたり、戦前からの駅舎を改装しながら使用していた。ホームの構造は現在と同様の2面3線だが、駅舎は南の1番のりば側にあり、北側の2・3番のりばとは跨線橋で連絡していた。跨線橋にはエレベーターやエスカレーターがなくバリアフリー面で課題があったことから、2006年6月より駅の橋上化に着手し、2007年9月1日にはエレベーター付きの仮跨線橋が設置された。2008年4月12日をもって旧駅舎を閉鎖し仮駅舎へ移転、同時に長距離特急・急行が停車していた時代の名残でもある有効長の長いホームを活かし、列車の停車位置を三田側に移動して、工事に支障が出ないように営業を行なった。
2005年4月25日には線内で脱線事故が発生。同年6月18日まで当駅 - 尼崎駅間が不通となり、三田側からの列車は当駅で折り返すこととなったが、折り返しに使用できるのは2番のりばのみであり、前述の構造ゆえにラッシュ時を中心に跨線橋が乗客であふれ返る事態となった。そのため、応急措置として当時駅舎に直結していた1番のりばの線路上に仮設ホームを設置し、本来2番のりばである線路を1番のりばとして使用した。この仮設ホームは運転再開の前日である6月18日に撤去された。
国鉄時代は相対式2面2線のホームと中線1本が配された構造だったが、尼崎駅 - 当駅間が電化された1981年に2面3線に改造された。また、全線電化される1986年までは列車別改札をしていたため、旧駅舎のコンコースには待合室の機能を兼ねて多数のベンチが置かれていた。
生瀬駅方には側線があり、線路のバラスト用の砕石を専用の貨車によって積み出すために活用されている。
国鉄時代から淡路屋により駅弁の販売が行われ、旧駅舎の改札口前の売店で販売していた。2022年3月17日より、近隣の宝塚阪急に改めて出店し販売している。

#### のりば
| のりば | 路線     | 方向 | 行先                                        |
| ------ | -------- | ---- | ------------------------------------------- |
| 1      | JR宝塚線 | 下り | 三田・篠山口方面（一部は2番のりばから発車） |
| 2・3   | JR宝塚線 | 上り | 尼崎・大阪・北新地方面                      |

- 上表の路線名は旅客案内上の名称（愛称）で表記している。
- 下り本線は1番のりば、上り本線は3番のりばで、大半の列車はこれらのホームを使用する。
- 中線である2番のりばは両方向の入線・出発に対応しており、2015年3月14日改正のダイヤでは上り（尼崎・大阪・北新地）方面に折り返す列車や快速・特急の接続待ちを行う列車が使用している。国鉄時代は下り（三田）方面の列車が2番のりばに入線し、後続の特急列車を先に通す運用があった。

#### ダイヤ
日中時間帯はおおむね1時間に9本が停車する。内訳は1本が特急「こうのとり」、4本が三田方面に直通する区間快速（三田方面の列車は特急を除きすべて区間快速となる時間帯あり）、残りの4本は当駅発着で尼崎方面に折り返す普通列車である（全列車が大阪方面へ直通）。区間快速は2020年3月14日のダイヤ改正で丹波路快速や快速から格下げされた列車で、同時にそれまで新三田発着だった普通列車がこの改正で当駅発着に短縮された。
日中以外の時間帯は区間快速ではなく丹波路快速や快速が運行されており、後者はJR東西線に直通するものも設定されている（大阪方面へは尼崎で乗り換え）。当駅で尼崎方面へ折り返す列車が終日設定され、日中は前述のすべての普通が、朝夕は多くの快速が当駅で折り返す。
初電は4時台で、尼崎方面からの終電（新三田行きを含む）は0時を過ぎる。当駅終着の一部の列車は、北伊丹駅の構内にある留置線へ回送される。
2番のりばに停車する列車は、車内温度維持のためにドアが半自動扱いとなり、停車中は乗客がドア付近のボタンを押して開閉を操作する。

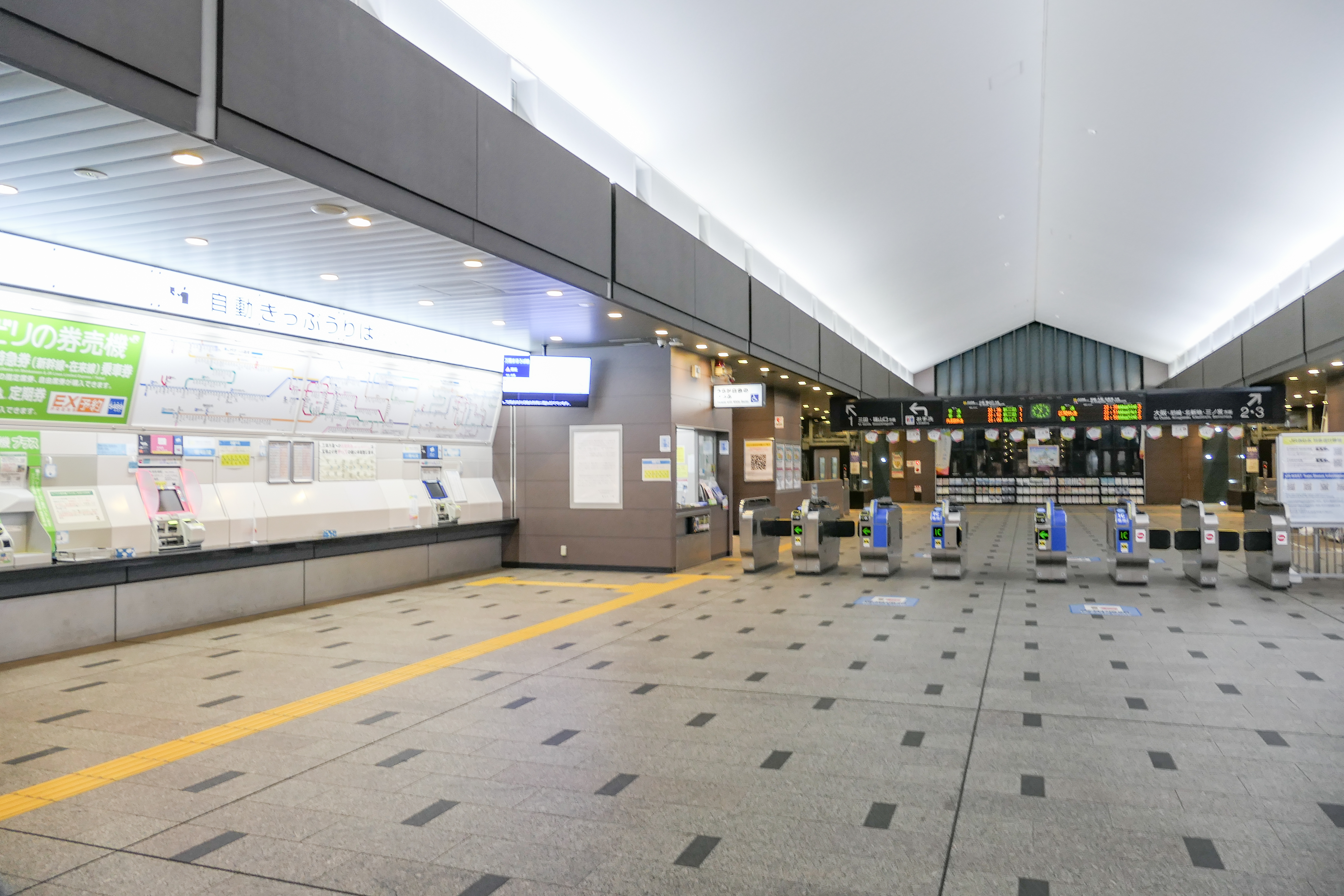
改札口と切符売り場（2023年9月）
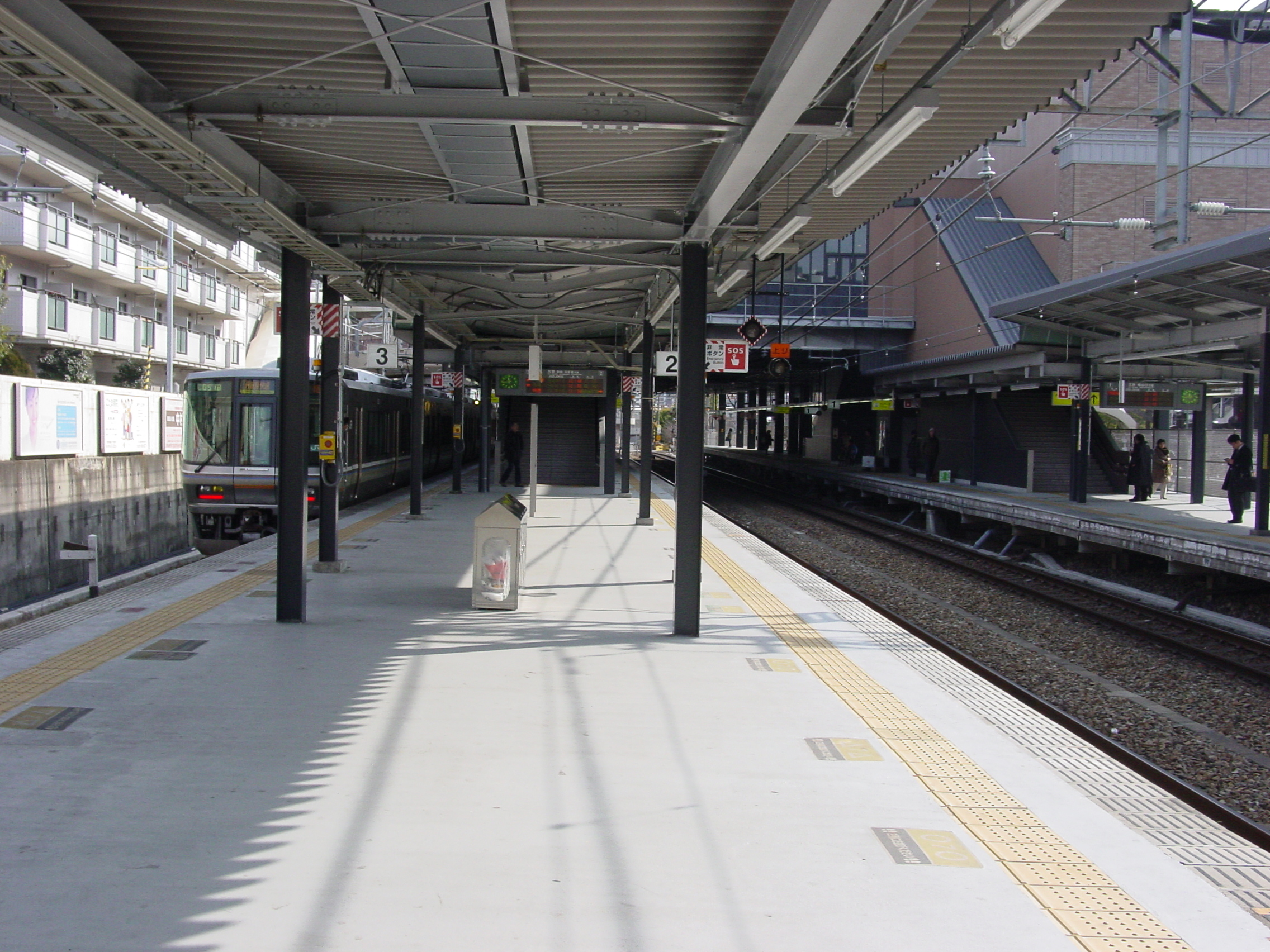
プラットホーム（2011年1月）
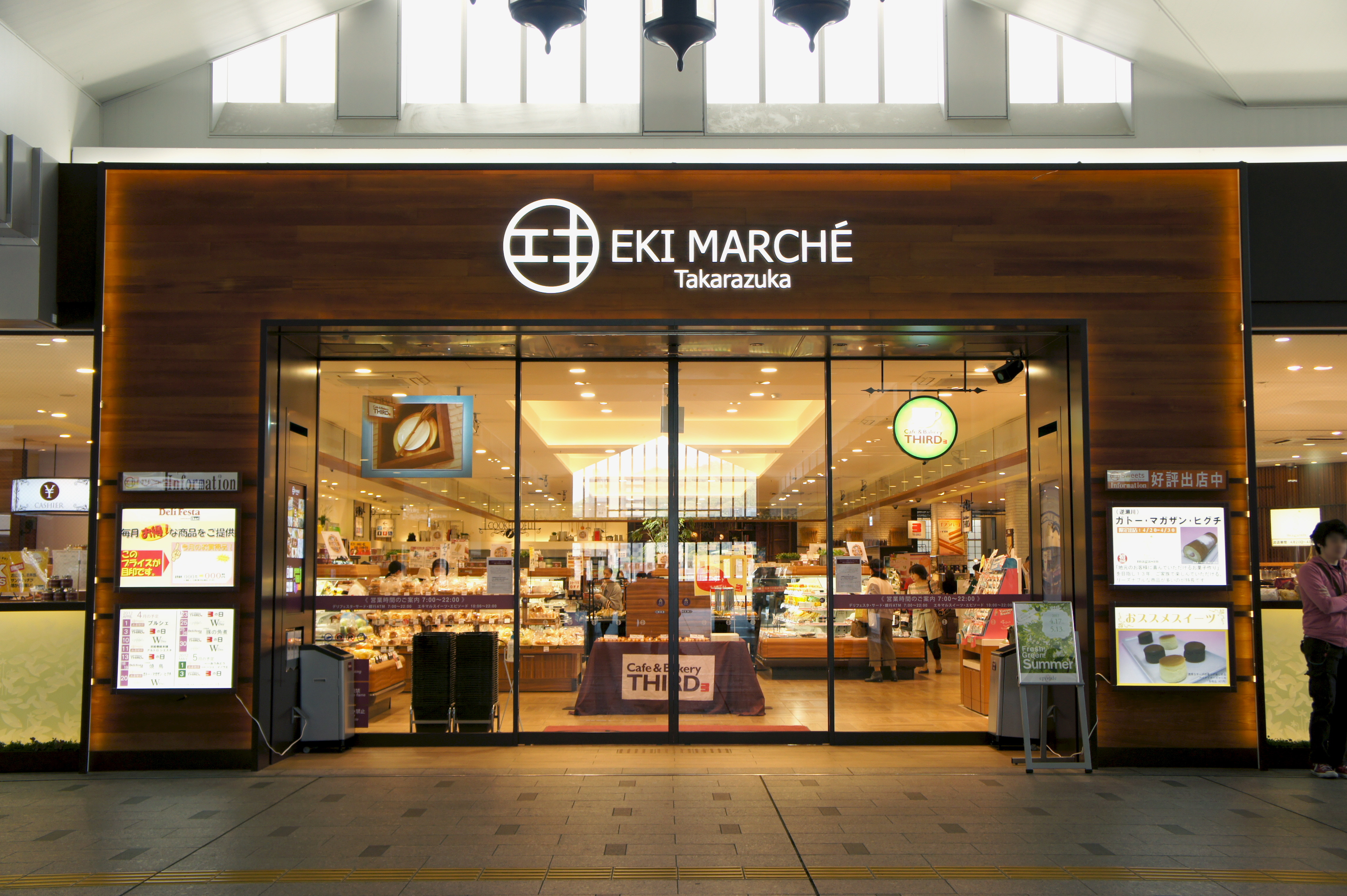
エキマルシェ宝塚（2012年4月）
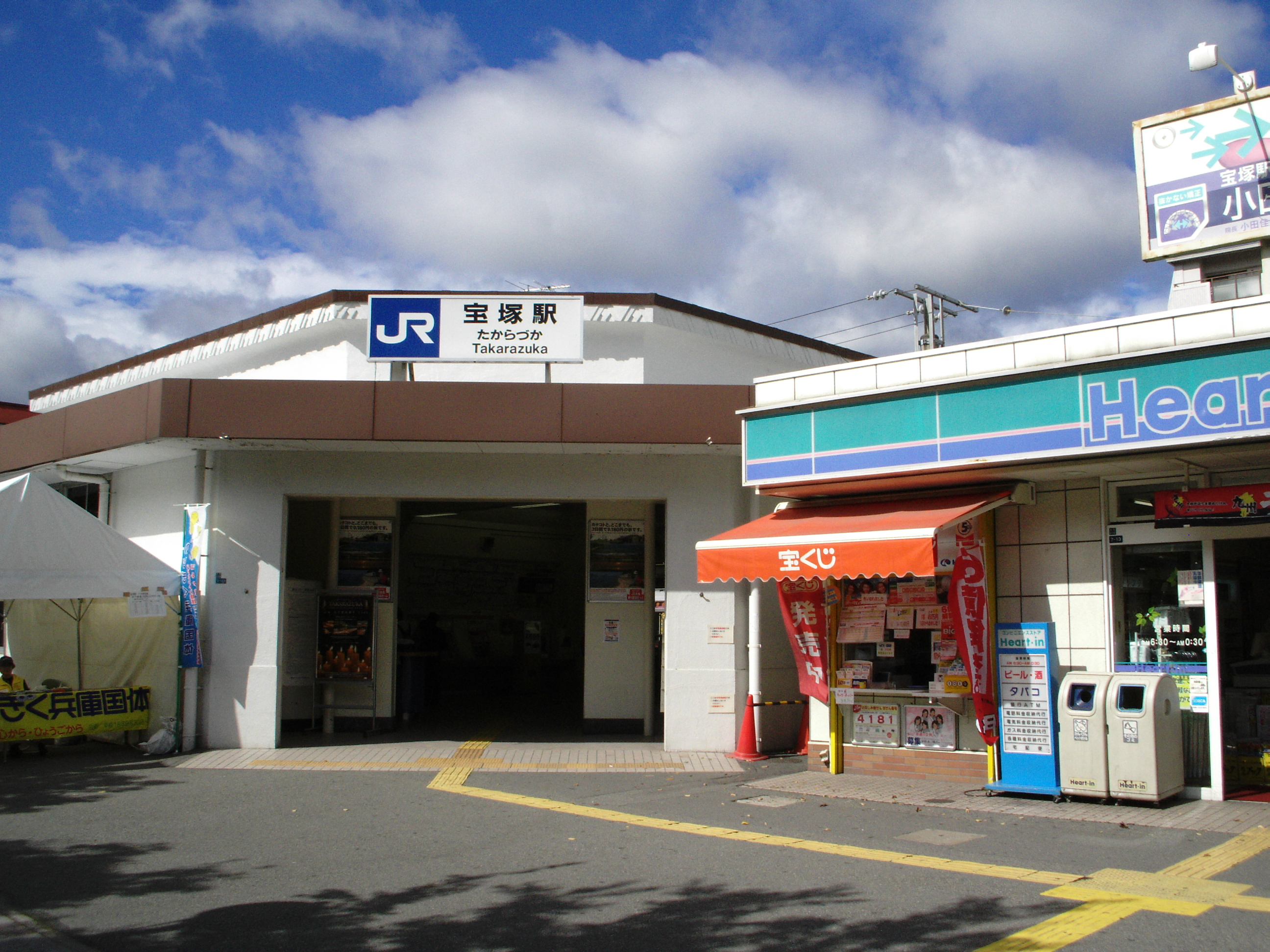
2008年4月11日まで使用された旧駅舎（2006年10月）
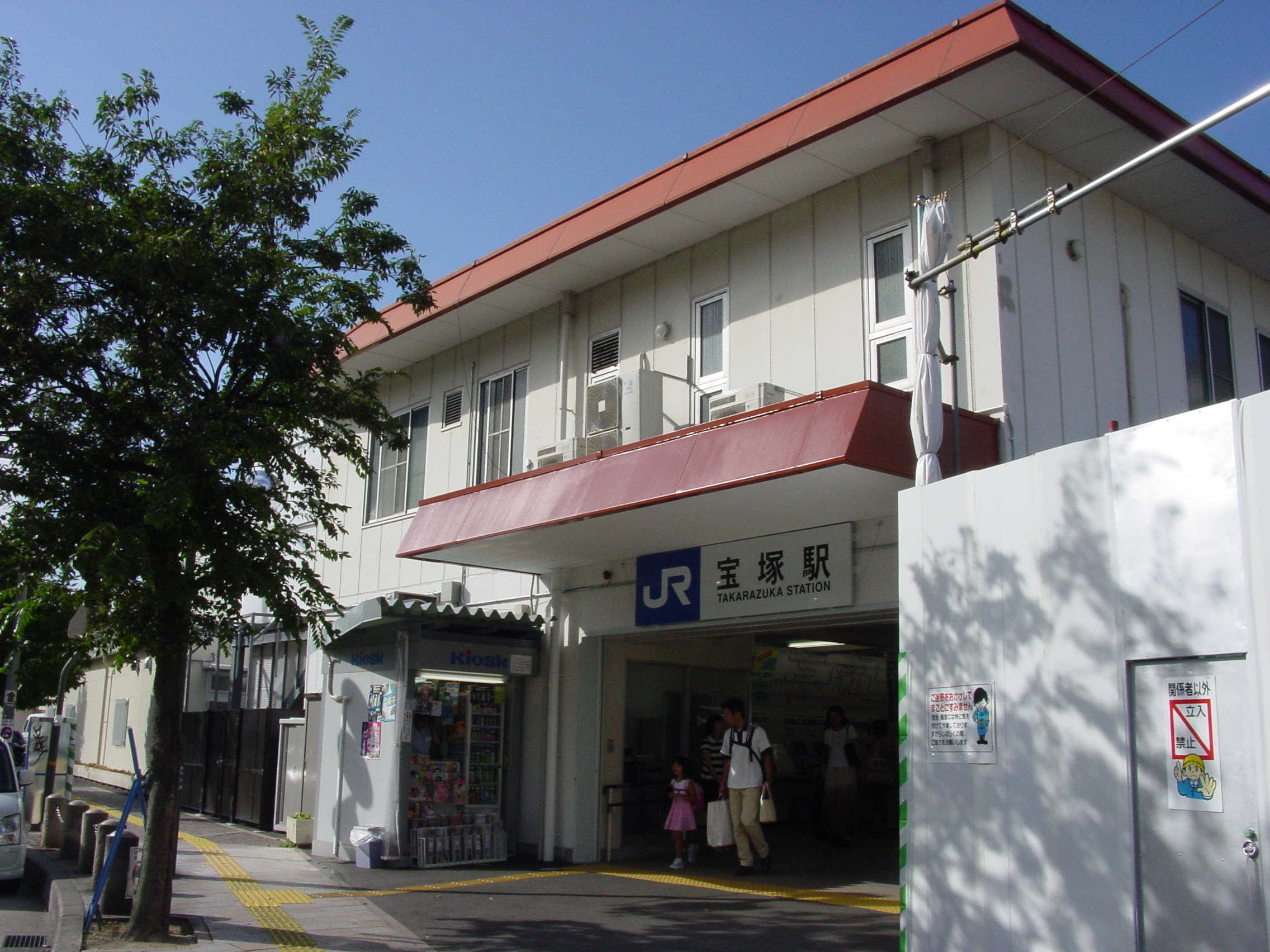
駅工事中に使用された仮駅舎。従来からある駅施設の一部を転用したものであった（2008年8月）

### 阪急電鉄
2面4線の頭端式ホームを有する高架駅。ホームの有効長は10両だが、現在入線する列車はすべて6両または8両編成である。
1・2号線は今津線、3・4号線は宝塚本線のホームとして割り当てられている。ただし、日中から夕方にかけての時間帯は両路線間の乗り換えの利便性を確保するため、今津線は3号線からの発車となり、1・2号線ホームは閉鎖される。このため、当駅構内に設置されている行先表示器はのりば番号の表示にもLEDが使用された特殊な仕様となっている。また、それ以外の時間帯でホームがそれぞれ1線で足りる場合、ダイヤ乱れなどの際は今津線は2号線、宝塚線は3・4号線のいずれかを使用する。1号線は平日朝のラッシュ時に2号線と交互に使われるほか、土休日の阪神競馬の開催日などに臨時ダイヤとなる際にも使われる。なお、1・2号線ホームと3・4号線ホームは西側の末端部でつながっており（大阪梅田駅と類似の頭端式構造）、今津線が1・2号線から発車する時間帯でも、下層のコンコースを経由せずに乗り換えが可能である。
駅舎は宝塚大劇場などと共通の外観で、阪急百貨店を核とする店舗群と一体となっている。屋上の一部は駐車場となっている。
トイレは改札内奥にある。
1995年1月17日には同駅より数百メートルの宝塚大劇場の横で電車が脱線、復旧には時間を要した。
ホームにある駅名標には「宝塚大劇場・宝塚ホテル前」の副駅名が記されている。以前は付近にあった遊園地の「宝塚ファミリーランド前」と記されていた。
2014年3月21日から発車メロディが導入され、宝塚本線では「すみれの花咲く頃」が、今津線では「鉄腕アトム」が使用されている。
地上駅時代は今津線1本と宝塚本線2本の計2面3線のホームで、宝塚本線は2つのホームを使って乗降が分離されていた（降車用のホームで乗客を降ろしてから引き上げ線に入り、改めて乗車用のホームに入線）。1960年代に編成両数増大に伴いこの取扱いは廃止された。駅周囲が民家で囲まれており、駅構内も狭かった。今津線のホームは6両編成分であったため、朝ラッシュ時の今津線経由の準急梅田行き（8両編成）は宝塚本線のホームに入線していた。

#### のりば
| 号線             | 路線             | 行先             |
| 日中以外の時間帯 | 日中以外の時間帯 | 日中以外の時間帯 |
| ---------------- | ---------------- | ---------------- |
| 1・2             | ■今津線          | 西宮北口方面     |
| 3・4             | ■宝塚本線        | 大阪梅田方面     |
| 日中時間帯       |                  |                  |
| 1・2             | （使用停止）     | （使用停止）     |
| 3                | ■今津線          | 西宮北口方面     |
| 4                | ■宝塚本線        | 大阪梅田方面     |

十三駅・中津駅・大阪梅田駅の各駅とは2路線のどちらでも行き来することができるため（今津線を利用する場合は、後述の準急を除き西宮北口駅で神戸本線に乗り換え）、2つのルートの選択乗車が認められている（定期券を除く）。
平日朝のラッシュ時には宝塚本線・今津線のどちらからも「準急大阪梅田行き」が運行されている（今津線のものは西宮北口駅を通過の上、神戸本線を経由）。そのため、自動放送では宝塚本線の準急が「石橋阪大前経由」、今津線の準急が「神戸線経由」と案内される。

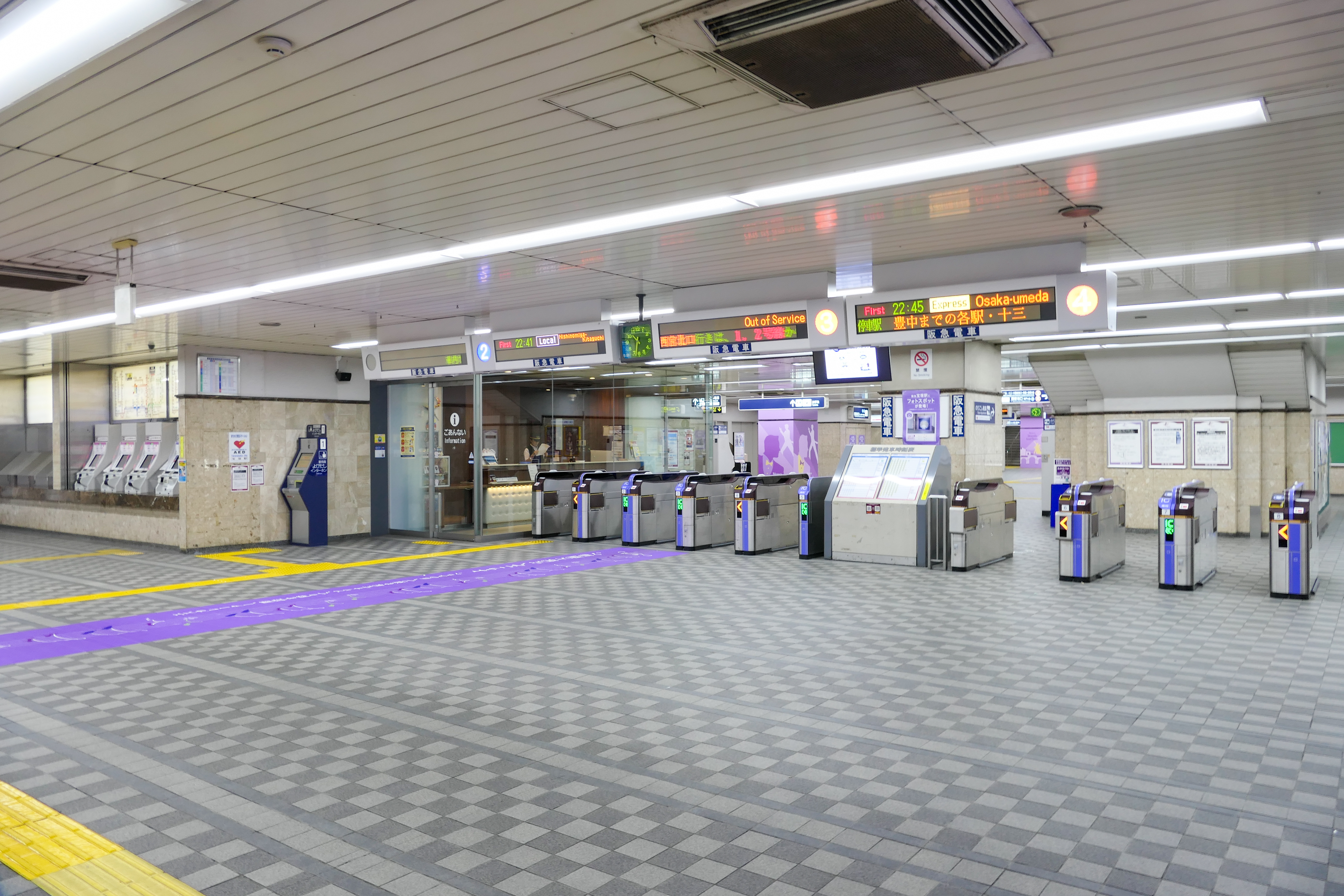
改札口（2023年9月）
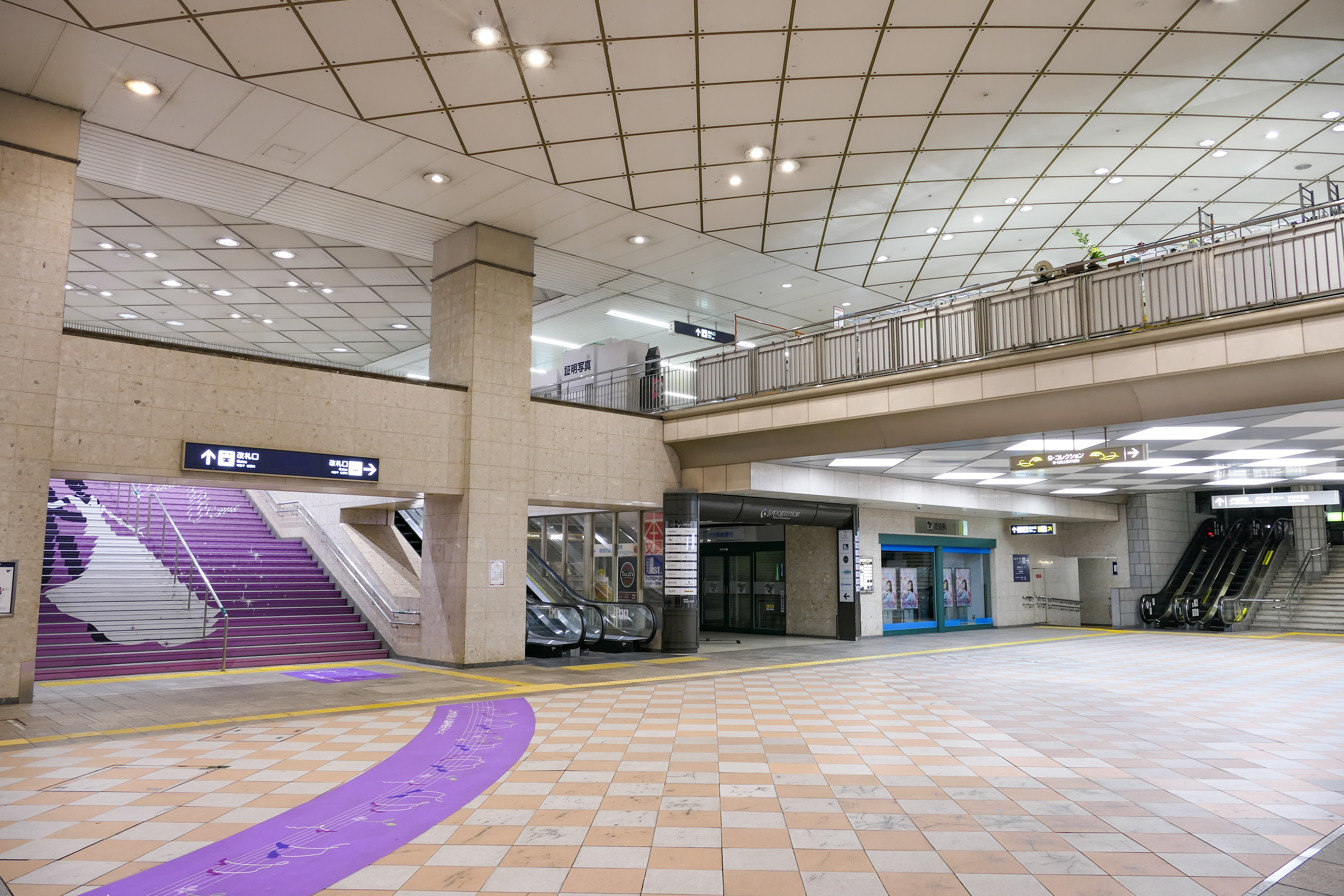
コンコース（2023年9月）
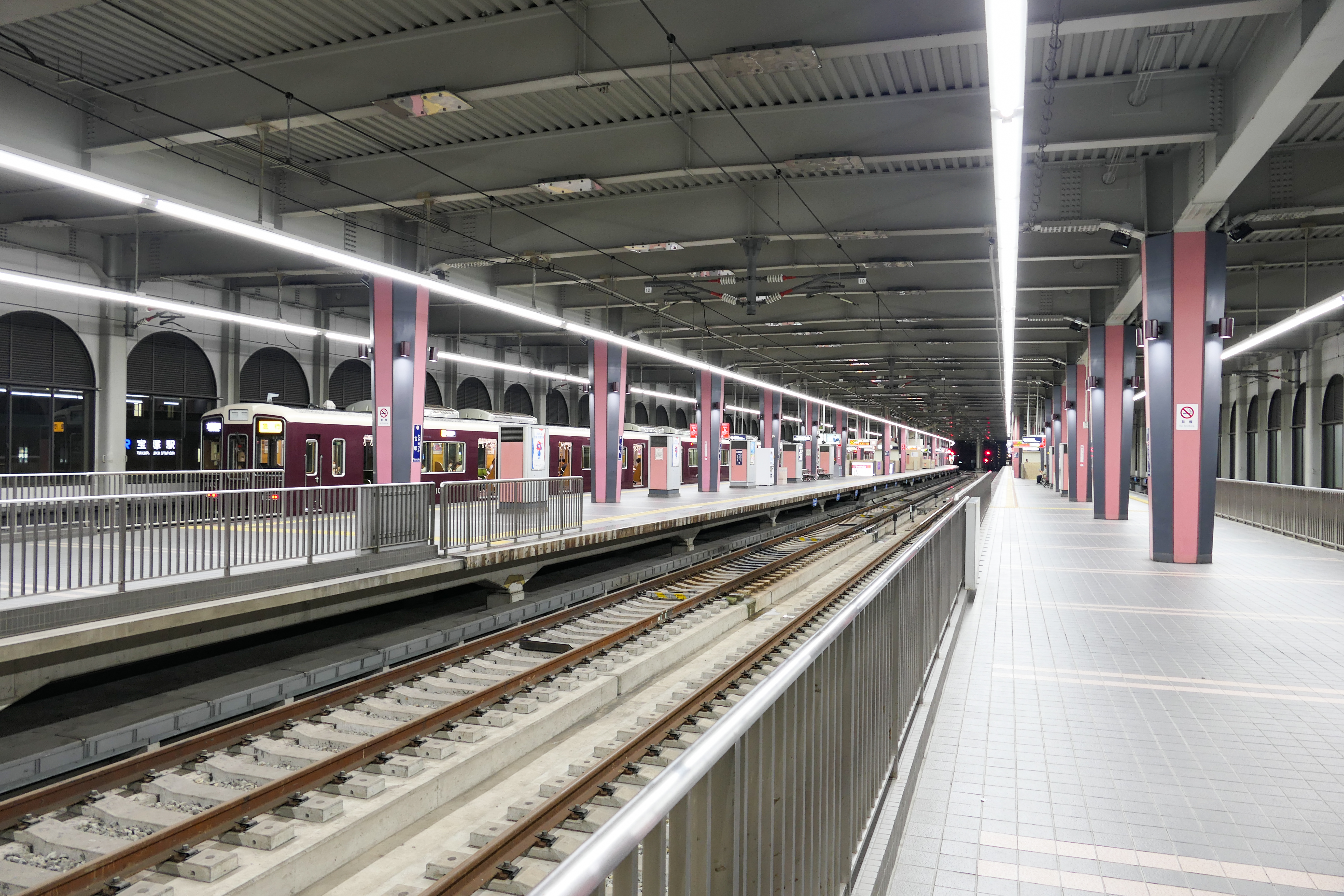
ホーム全景（2023年9月）
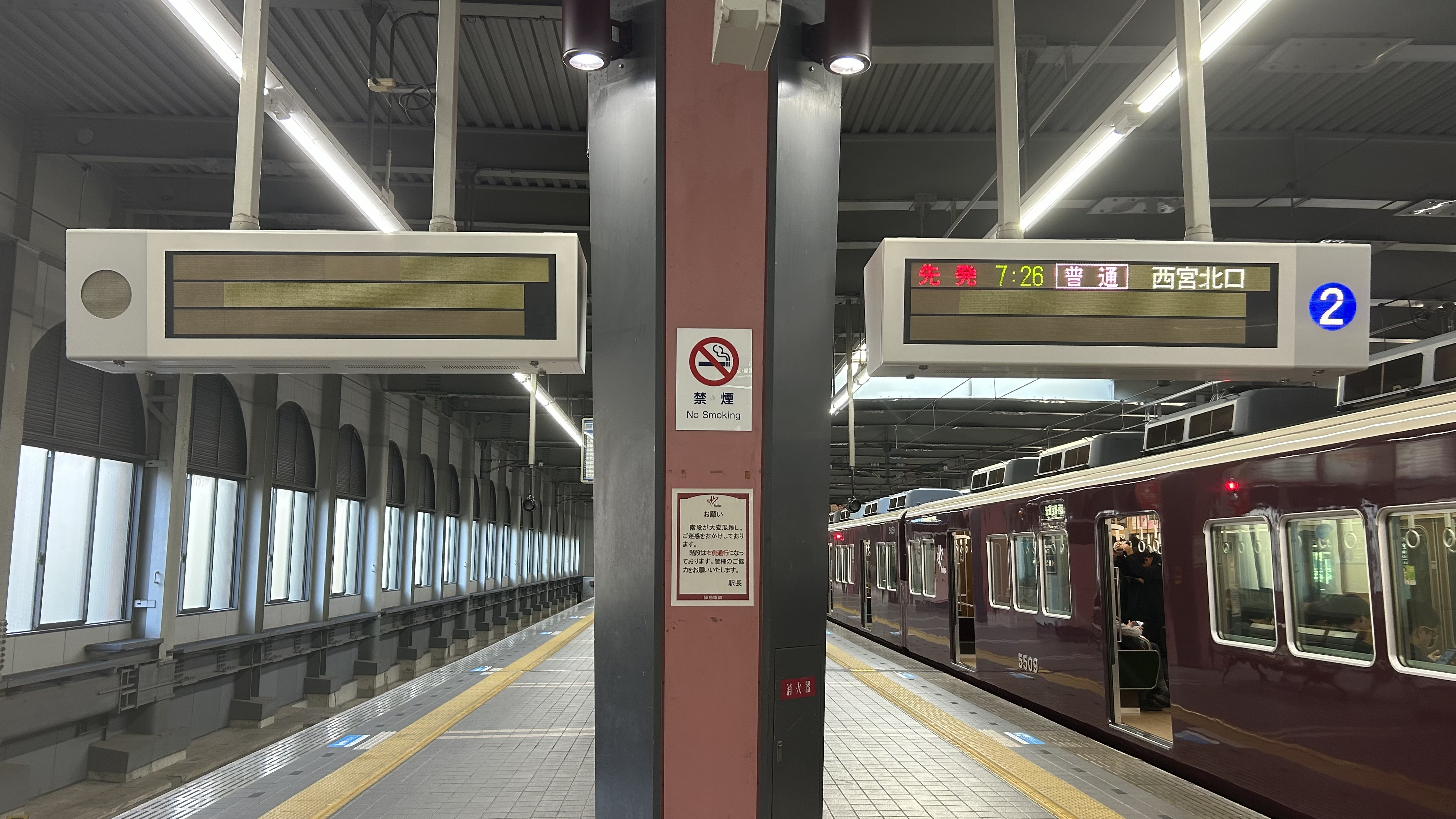
1・2号線ホーム
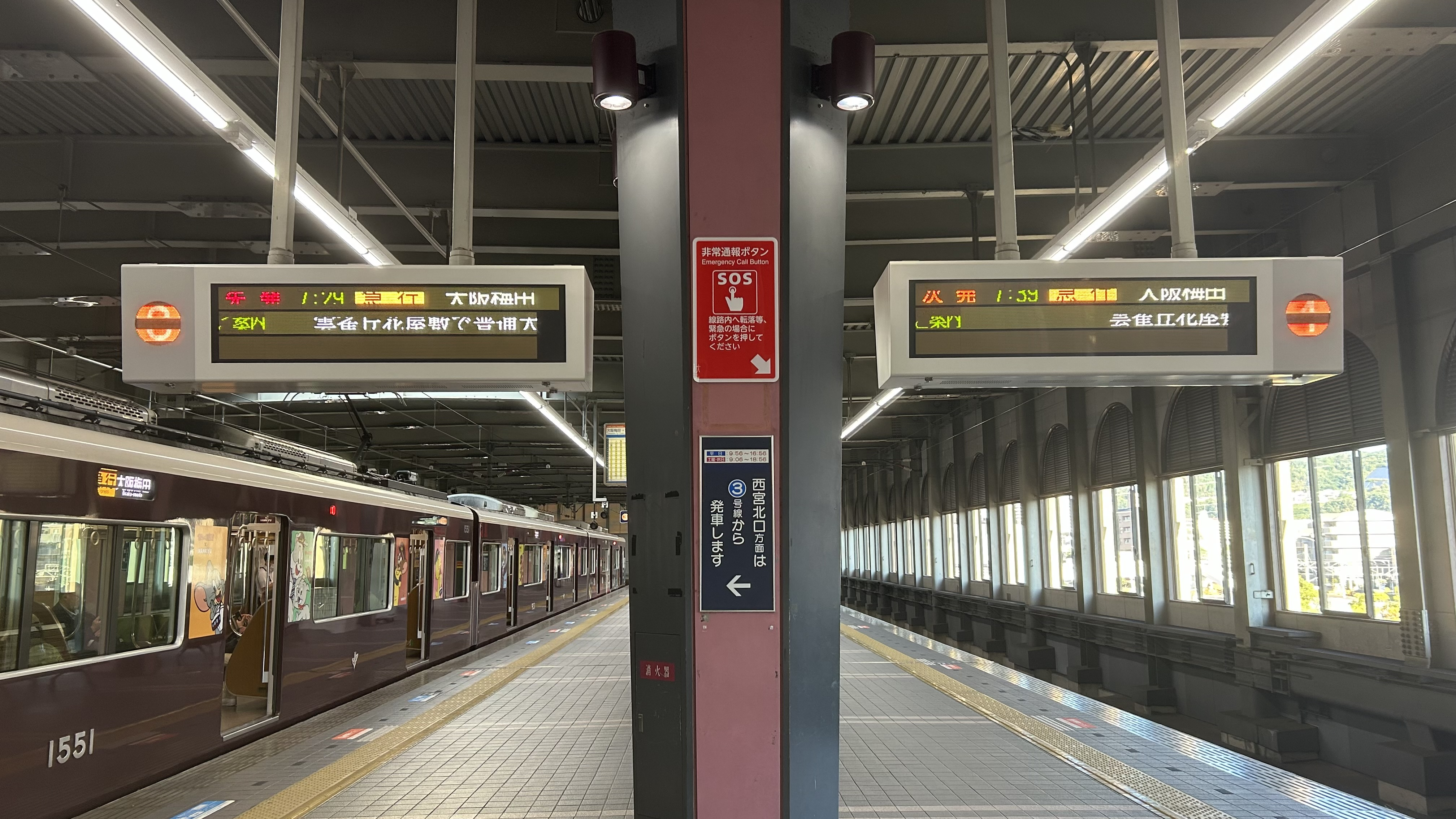
3・4号線ホーム
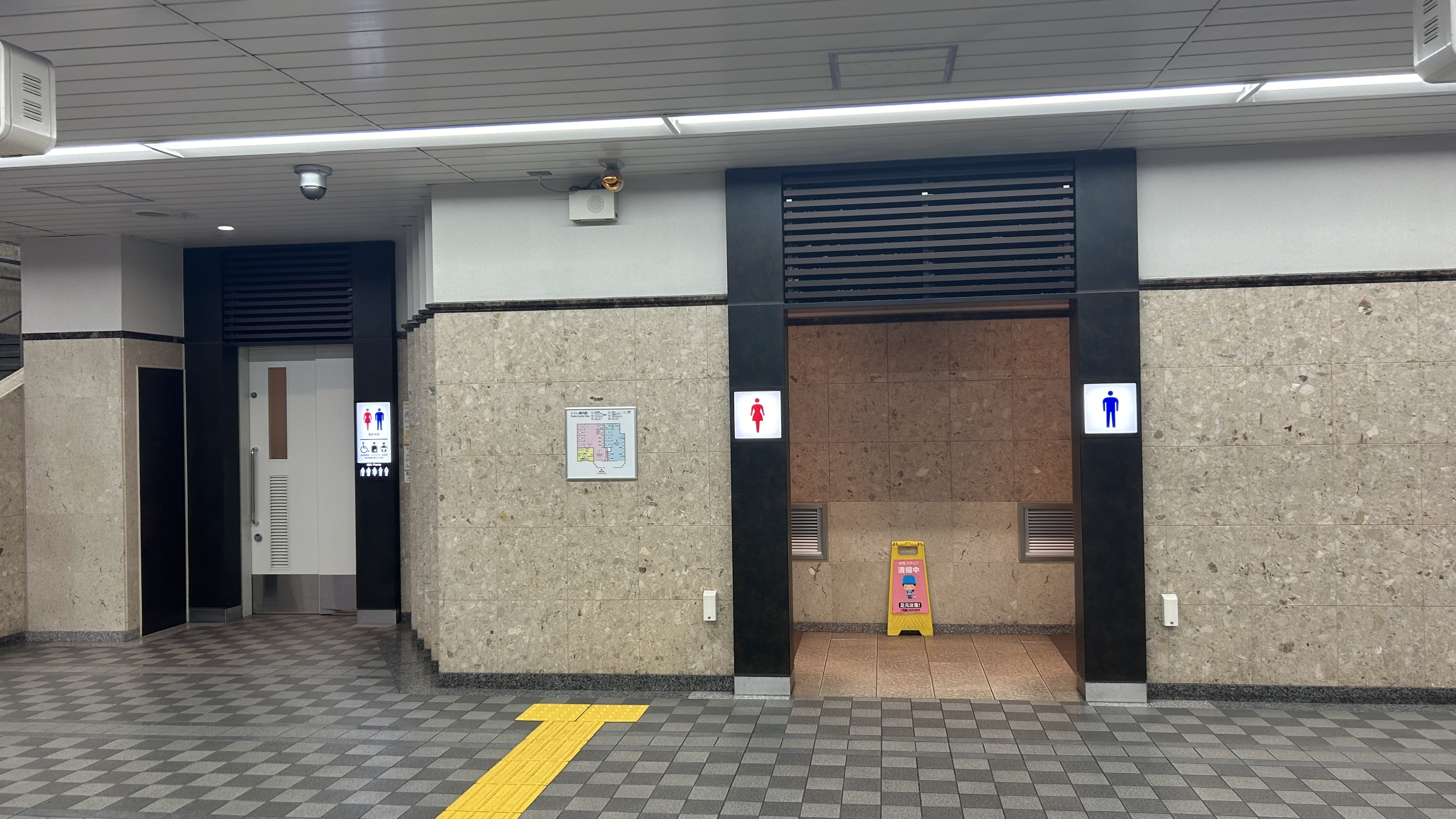
トイレ
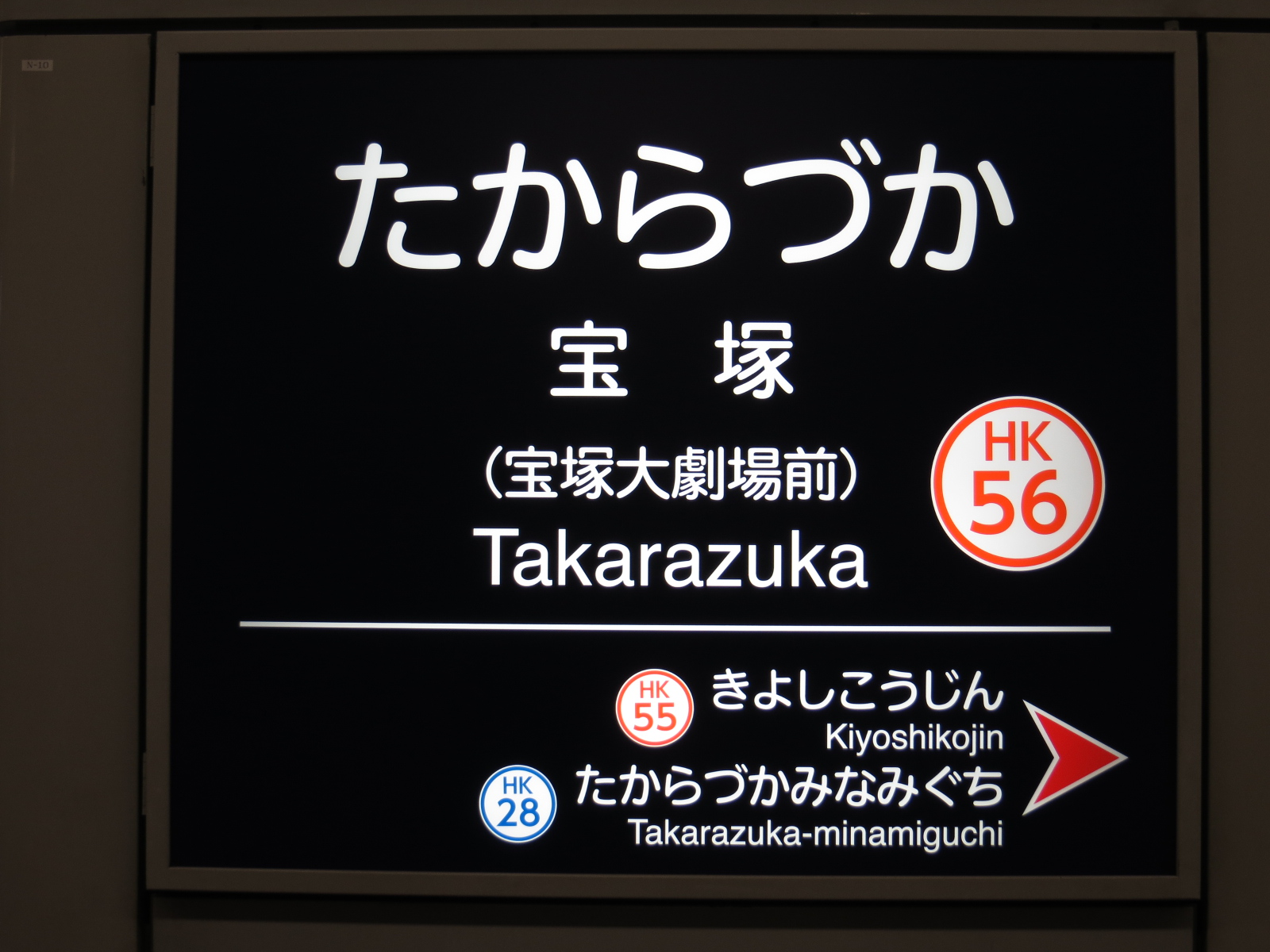
駅名標（宝塚線ホーム）
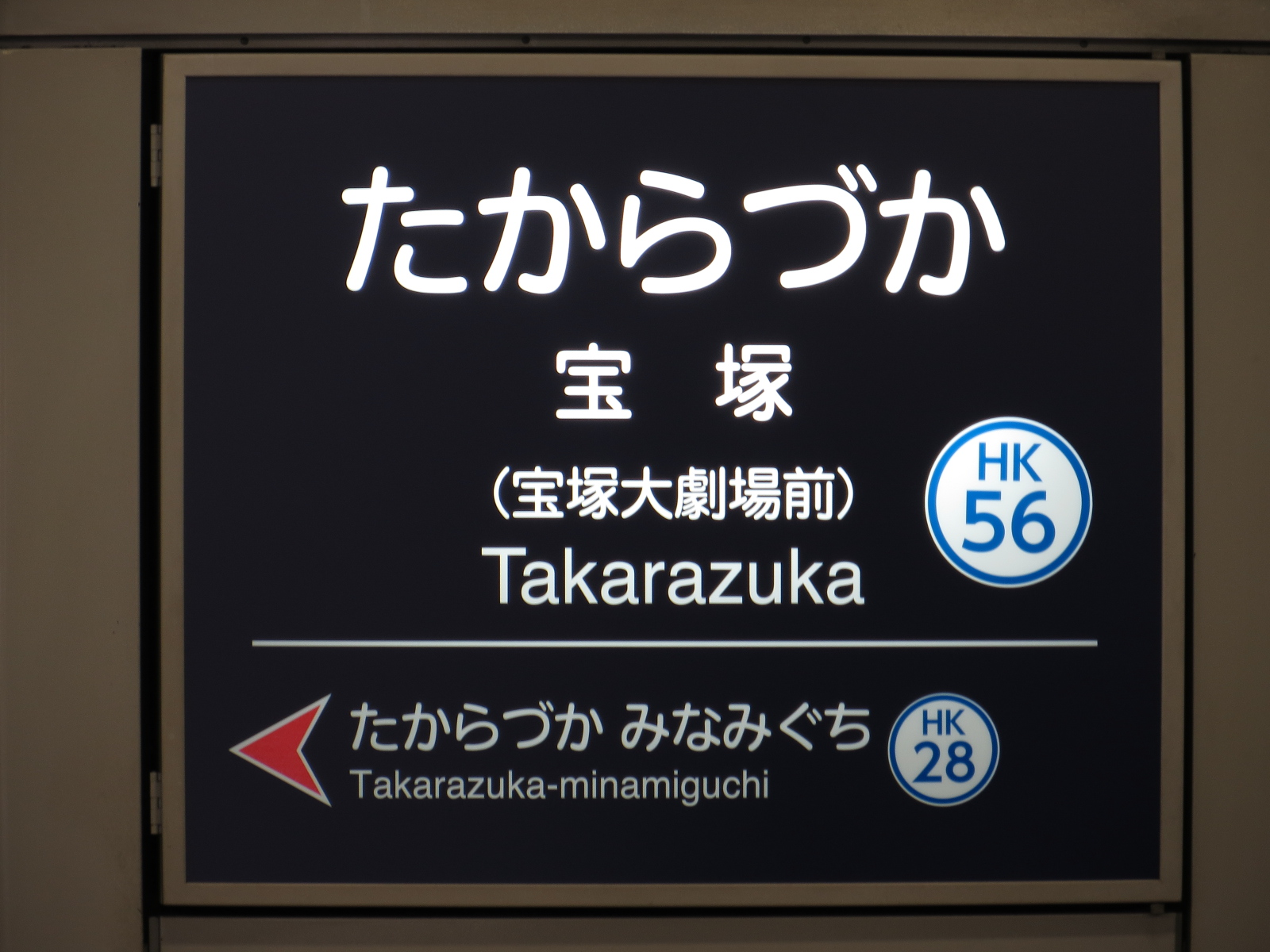
駅名標（今津線ホーム）
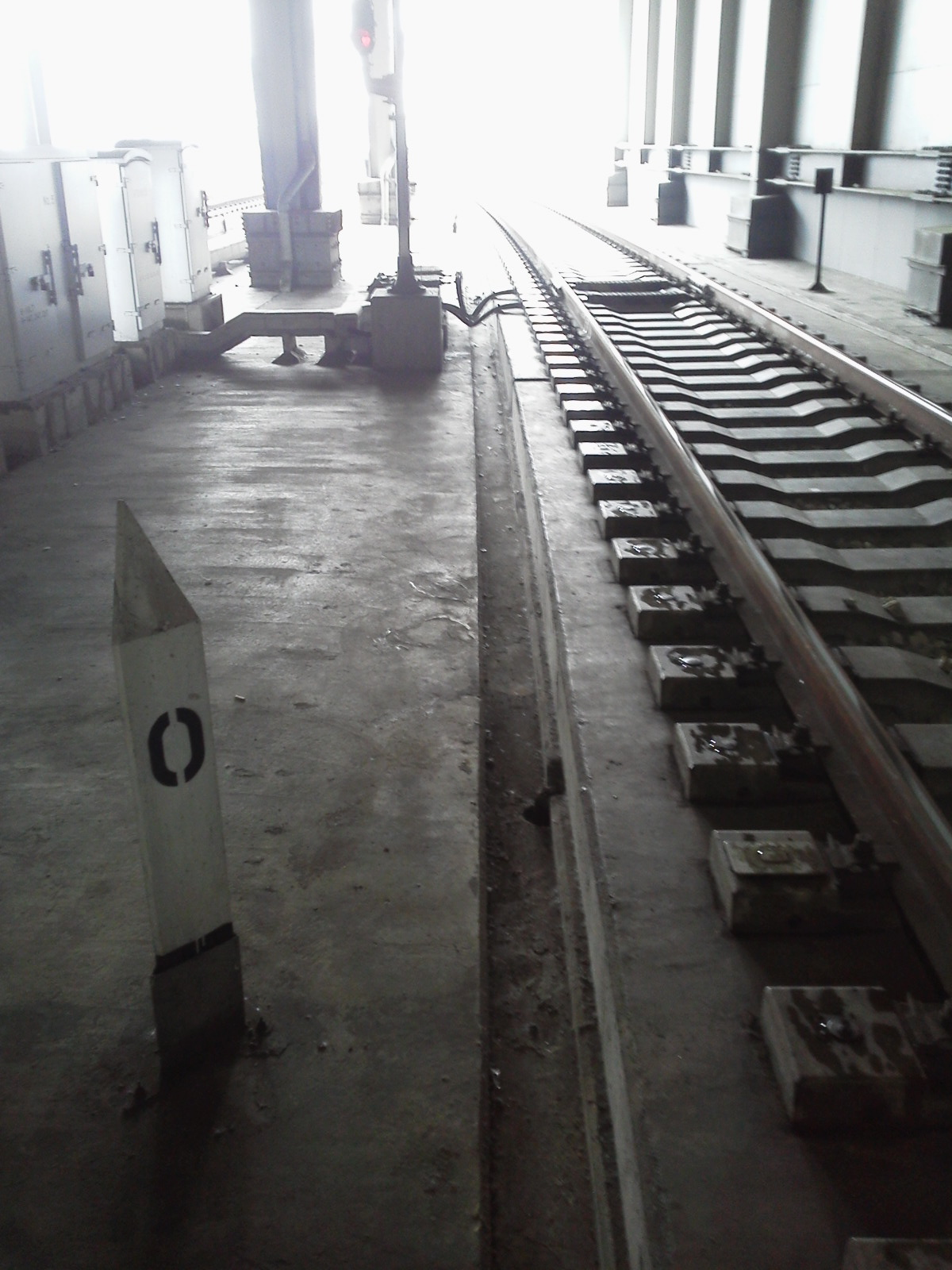
1号線ホーム末端に設置されている今津線の0kmポスト

#### 配線図
| ← 西宮北口方面 | 阪急 宝塚駅 構内配線略図   |  |
| | ↓ 川西能勢口・大阪梅田方面 |  |
| 凡例 出典:川島令三、『東海道ライン 全線・全駅・全配線 第7巻 大阪エリア - 神戸駅』、 ISBN 978-4-06-270017-7、20p、 講談社、2009年 |                            |  |

#### ダイヤ
宝塚本線・今津線共に、日中時間帯は毎時6本が発車し、10分以内で両路線間の乗り換えが可能なように接続が考慮されている。
宝塚本線ではすべての列車が豊中駅まで各駅に停車する。日中時間帯は急行のみ運行され、雲雀丘花屋敷駅で同駅を始発とする普通と接続する。
今津線では基本的に西宮北口駅行きの普通のみが運行されるが、前述の通り、平日朝のラッシュ時に限り神戸本線経由で大阪梅田駅まで直通する準急が運行される（西宮北口駅のみ通過）。

## 利用状況
- JR西日本
  - 2023年（令和5年）度の1日平均乗車人員は22,903人である。JR西日本の駅としては伊丹駅に次いで第36位で、JR宝塚線の単独駅では同駅に次いで多い[31]。
- 阪急電鉄
  - 2021年（令和3年）度のある特定日における1日乗降人員は38,038人（乗車人員：19,246人、降車人員：18,792人）である[32]。
  - 2023年（令和5年）の通年平均の乗降人員は38,356人である[33]。

各年度の1日平均乗降・乗車人員推移は下表のとおり。
- JR西日本は4月 - 翌年3月の統計。
- 阪急電鉄は1月 - 12月の平日、および11月実施の交通量調査の統計。

| 年度 年次 | JR西日本         | 阪急電鉄 | 阪急電鉄 | 阪急電鉄   | 阪急電鉄 | 阪急電鉄 | 阪急電鉄   | 出典                 |
| 年度 年次 | 1日平均 乗車人員 | 乗降人員 | 乗降人員 | 乗降人員   | 乗車人員 | 乗車人員 | 乗車人員   | 出典                 |
| 年度 年次 | 1日平均 乗車人員 | 平日平均 | 通年平均 | 11月特定日 | 平日平均 | 通年平均 | 11月特定日 | 出典                 |
| --------- | ---------------- | -------- | -------- | ---------- | -------- | -------- | ---------- | -------------------- |
| 1992年    |                  |          |          |            |          |          | 18,057     |                      |
| 1995年    | 24,578           |          |          |            |          |          | 21,127     |                      |
| 1996年    | 26,120           |          |          | 50,629     |          |          | 26,258     |                      |
| 1997年    | 28,355           |          |          | 52,487     |          |          | 26,986     |                      |
| 1998年    | 29,094           |          |          | 48,409     |          |          | 25,541     |                      |
| 1999年    | 29,718           | -        | -        | -          | -        | -        | -          |                      |
| 2000年    | 30,248           |          |          | 49,817     |          |          | 25,841     |                      |
| 2001年    | 30,261           |          |          | 46,741     |          |          | 23,745     | [ 36 ]               |
| 2002年    | 29,978           |          |          | 56,823     |          |          | 28,805     | [ 37 ]               |
| 2003年    | 30,311           |          |          | 47,935     |          |          | 23,795     | [ 38 ]               |
| 2004年    | 30,539           |          |          | 46,234     |          |          | 23,183     | [ 39 ]               |
| 2005年    | 30,529           |          |          | 49,672     |          |          | 24,335     | [ 40 ]               |
| 2006年    | 30,866           |          |          | 48,320     |          |          | 24,431     | [ 41 ]               |
| 2007年    | 31,027           | 47,552   |          | 52,706     | 24,131   |          | 26,678     | [ 42 ]               |
| 2008年    | 31,305           | 48,133   |          | 49,099     | 24,433   |          | 24,860     | [ 43 ]               |
| 2009年    | 30,949           | 47,764   |          | 44,795     | 24,274   |          | 22,560     | [ 44 ]               |
| 2010年    | 31,837           | 48,628   |          | 46,626     | 24,707   |          | 23,335     | [ 45 ]               |
| 2011年    | 32,487           | 49,457   |          | 50,259     | 25,113   |          | 26,693     | [ 46 ]               |
| 2012年    | 33,031           | 50,021   |          | 48,295     | 25,395   |          | 24,313     | [ 47 ] [ 48 ]        |
| 2013年    | 33,609           | 50,048   |          | 47,350     | 25,421   |          | 23,908     | [ 49 ] [ 50 ] [ 51 ] |
| 2014年    | 32,552           | 50,301   |          | 45,329     | 25,567   |          | 22,986     | [ 52 ] [ 53 ] [ 54 ] |
| 2015年    | 32,512           | 49,909   |          | 49,889     | 25,356   |          | 25,356     | [ 55 ] [ 56 ] [ 57 ] |
| 2016年    | 32,318           | －       | 46,061   | 49,644     | －       | 23,399   | 25,241     | [ 58 ] [ 59 ] [ 60 ] |
| 2017年    | 32,174           | －       | 46,046   | 49,593     | －       | －       | 25,204     | [ 61 ] [ 62 ] [ 63 ] |
| 2018年    | 31,164           | －       | 45,141   | 48,483     | －       | －       | 24,638     | [ 64 ] [ 65 ] [ 66 ] |
| 2019年    | 29,710           | －       | 45,315   | 48,894     | －       | －       | 24,839     | [ 67 ] [ 68 ] [ 69 ] |
| 2020年    | 22,798           | －       | 31,869   | 35,752     | －       | －       | 18,110     | [ 70 ] [ 71 ] [ 72 ] |
| 2021年    | 22,167           | －       | 33,870   | 38,038     | －       | －       | 19,246     | [ 32 ] [ 73 ] [ 74 ] |
| 2022年    | 22,916           | －       | 36,795   | －         | －       | －       | －         | [ 75 ] [ 76 ]        |
| 2023年    | 22,903           | －       | 38,356   | －         | －       | －       | －         | [ 31 ] [ 33 ]        |

## 駅周辺

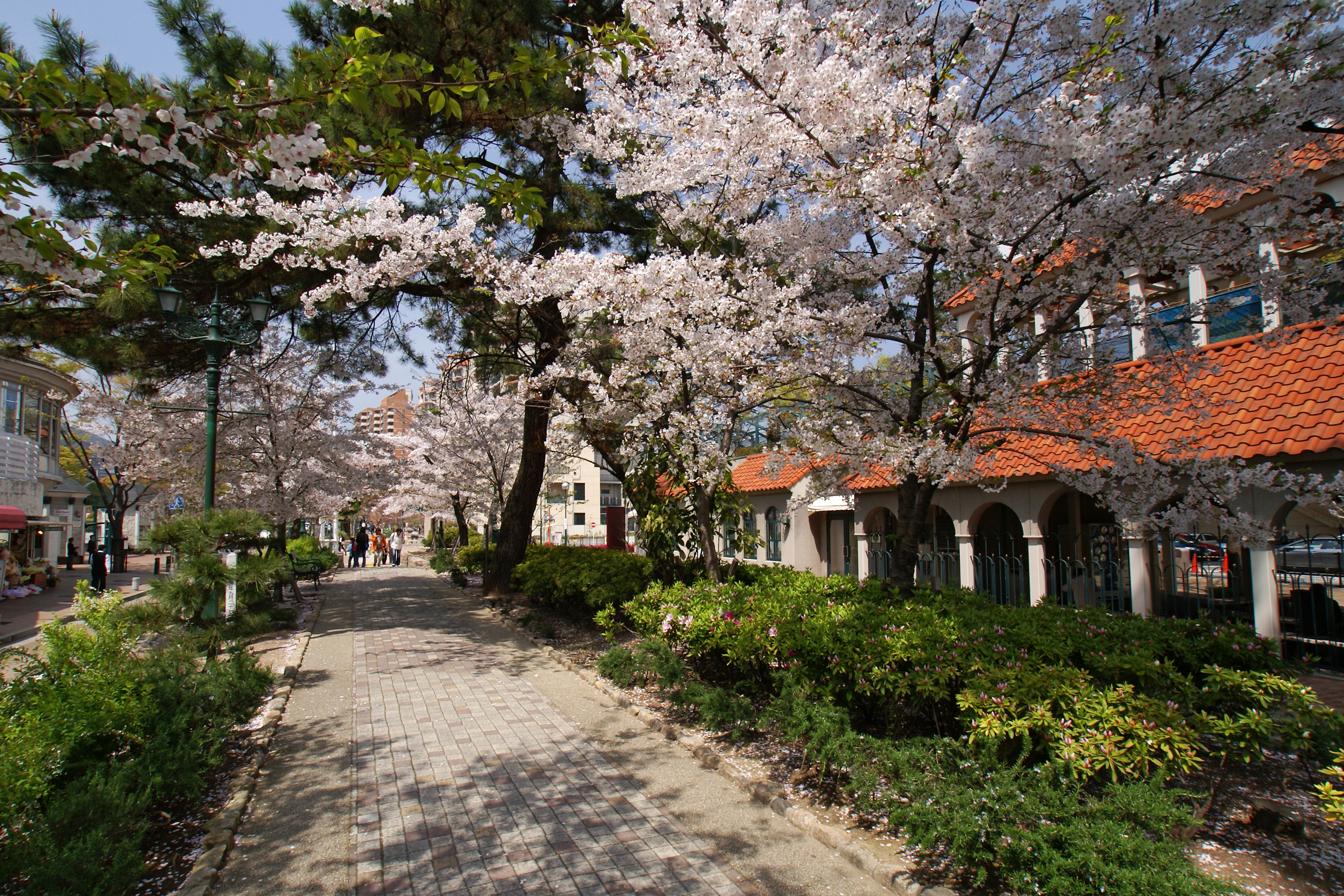
花のみち（駅から宝塚大劇場に至る道）

阪急の創始者・小林一三の手により開発が進められた地域で、住宅地に加えて宝塚大劇場や宝塚温泉などの行楽施設も多くある。宝塚ファミリーランドが営業していた時代には、来場客目当ての土産物店も数多く立ち並んでいた。
当駅の西側には六甲山系が迫り、山間部に位置する有馬温泉への東の玄関口の一つとしても機能している。
JR・阪急の両駅前にタクシー乗り場が整備されており、主に会社ごとに乗り場が使い分けられている。
なお、金融機関についてはいずれも特記しない限り「宝塚支店」である。

### ソリオ宝塚
阪急宝塚駅直結の再開発ビル。主要テナントは以下の通り。
- ソリオ1
  - 宝塚阪急
  - 三菱UFJ銀行
  - 宝塚市役所 宝塚駅前サービスステーション
  - ソリオホール（多目的ホール）
- ソリオ2
  - 三井住友銀行宝塚支店・宝塚中山出張所 - 宝塚市指定金融機関（輪番制、西暦の偶数年7月～奇数年6月）    - ※2024年2月5日より、宝塚中山出張所が移転し共同店舗となった。

  - みなと銀行
  - 尼崎信用金庫
  - 馬渕教室
  - ワークサポート宝塚（ハローワーク西宮の出張所）
- ソリオ3
  - そりおクリニック
  - 住友生命
- ソリオ4
  - 立体駐車場のみ。

### その他
- ソリオきたユニベール
- 宝塚駅前郵便局
- 宝塚温泉
- 宝塚大劇場・宝塚バウホール

阪急宝塚南口駅からもアクセス可能。
- 宝塚ホテル
- 宝塚音楽学校
- 宝塚市立手塚治虫記念館
- 宝塚市立文化芸術センター
- 池田泉州銀行 宝塚駅前支店 - 宝塚市指定金融機関（輪番制、西暦の奇数年7月～偶数年6月）
- 花のみち
- 国道176号
- 兵庫県道188号宝塚停車場線
- 兵庫県道16号明石神戸宝塚線
- 有馬街道
- 武庫川

## バス路線
阪急バス・阪神バスの一般路線バスとコミュニティバスの宝塚ランランバスが発着する。阪急バスは主に阪急駅側（一部の路線のみJR駅側）、その他はJR駅側に乗り場を設置している。阪急バスについては、自社の乗り場の前に案内所（宝塚駅前案内所）を設置している。
当駅前に阪神バスが乗り入れているのは、かつて阪神電気鉄道が尼崎市から当駅に至る鉄道路線（宝塚尼崎電気鉄道）を計画した名残であり、同鉄道のために整備された路盤から転用された道路（兵庫県道42号尼崎宝塚線）も経由している。阪神バスもかつてはJR駅側に案内所を設置していたが、既に閉鎖されている。
かつては高速バスとして、西日本JRバス・JRバス関東が運行する「ドリーム号」や阪急観光バス・とさでん交通が運行する「よさこい号」の夜行便が乗り入れていたが、前者は撤退、後者は当駅前への乗り入れを休止している。また、2021年1月4日から同年3月14日まで平日朝のラッシュ時に梅田や難波とを結ぶ「宝塚大阪ライナー」が運行されたことがある。このほか、市北部の西谷地区からも西谷バス→阪急田園バス→阪急バス西谷出張所の一般路線が乗り入れていたが、2021年3月31日の同出張所の閉鎖と同時に当駅前への乗り入れは廃止された。

### 路線バス

#### 阪急バス（宝塚駅停留所）
- 0番のりば（宝塚市内線・清荒神線）
  - 81系統：宝塚市立病院・阪急逆瀬川駅行き ※平日日中のみ運行。
  - 清荒神清澄寺行き ※休日のみ運行。下記の臨時便が運行される期間は運休となる。
  - 臨時：清荒神参道入口 ※例年1月の休日に運行。
  - 0番のりばのみJR駅側に設けられている。かつては大阪国際空港（伊丹空港）に向かう空港宝塚線（旧・宝塚空港線）もこの乗り場から発車していた。
- 1番のりば（宝塚すみれガ丘線）
  - 181系統・182系統・183系統：すみれガ丘東行き
    - 土日1便のみソリオ回り

  - 183系統：宝塚営業所前行き
  - 深夜バス：すみれガ丘東行き
- 2番のりば（有馬線・長尾山霊園線）
  - 96系統：蓬莱峡経由 有馬温泉（太閤橋）・山口営業所前行き
    - 山口営業所前行きは毎日運行、有馬温泉行きは季節運行（12月1日から3月31日まで運休）

  - 30系統：長尾山霊園 ※毎月第4日曜日運行。彼岸・お盆期間は臨時便あり。
- 3番のりば（有馬線）
  - 40系統：北六甲台経由 山口営業所前行き
  - 43系統・44系統：北六甲台、すみれ台経由 山口営業所前行き
  - 45系統：北六甲台経由 有馬温泉（太閤橋）行き
  - 75系統：丸山下経由 有馬温泉（太閤橋）行き
  - 56系統：読売ゴルフ場行き
  - 74系統：丸山下経由 岡場駅行き

#### 阪神バス（宝塚停留所）
- 1番のりば（宝塚甲子園線・安倉団地循環線）
  - 鳴尾浜行き
  - 阪神甲子園行き
  - 尼崎浜田車庫前行き
  - 宝塚安倉団地（循環）
- 2番のりば（杭瀬宝塚線・尼崎宝塚線）
  - 阪神杭瀬駅北行き
  - 阪神尼崎行き
  - 尼崎浜田車庫前行き

#### 宝塚ランランバス（JR宝塚駅前停留所）
当駅の西側に広がる住宅地の月見山および長寿ガ丘を循環して当駅に発着する形態で、時間帯により系統が異なる。車両はワンボックスカーのトヨタ・ハイエースコミューター（定員14名）を使用。
当初は神戸市のみなと観光バスが運行を担当していたが、2018年の台風21号の影響により撤退。2019年7月29日以降は伊丹市に本社があるフクユ（フクユタクシー）が運行を担当している。
- 月見山ルート ※朝夕のみ
- 長寿ガ丘ルート ※日中時間帯

## 隣の駅
西日本旅客鉄道（JR西日本）
 JR宝塚線（福知山線）
- 特急「こうのとり」停車駅

■丹波路快速・■快速
中山寺駅 (JR-G55) - 宝塚駅 (JR-G56) - 西宮名塩駅 (JR-G58)
■普通・■区間快速
中山寺駅 (JR-G55) - 宝塚駅 (JR-G56) - 生瀬駅 (JR-G57)
- 当駅 - 中山寺駅間に新駅の設置計画がある（開業時期未定）。

阪急電鉄
■宝塚本線
■急行・■通勤急行・■準急・■普通（通勤急行は到着列車のみ。準急は大阪梅田行きのみ運転）
清荒神駅 (HK-55) - 宝塚駅 (HK-56)
■今津線
■準急・■普通（準急は神戸本線経由大阪梅田行きのみ運転）
宝塚駅 (HK-56) - 宝塚南口駅 (HK-28)